# Kanton Saint-Bonnet-en-Champsaur
Saint-Bonnet-en-Champsaur is een kanton van het Franse departement Hautes-Alpes. Het kanton maakt deel uit van het arrondissement Gap.

## Geschiedenis
Op 22 maart 2015, in toepassing van het decreet van 20 februari 2014, werden de aangrenzende kantons Orcières en Saint-Firmin opgeheven en de gemeenten werden in het kanton Saint-Bonnet-en-Champsaur opgenomen. Het aantal gemeenten in het kanton nam hierdoor toe van 16 tot 27.
Op 1 januari 2018 fuseerden de gemeenten Chauffayer, Les Costes en Saint-Eusèbe-en-Champsaur tot de commune nouvelle Aubessagne. Hierdoor omvat het kanton momenteel nog 25 gemeenten.

## Gemeenten
Het kanton Saint-Bonnet-en-Champsaur omvat de volgende gemeenten:
- Ancelle
- Aspres-lès-Corps
- Aubessagne
- Buissard
- Chabottes
- Champoléon
- La Chapelle-en-Valgaudémar
- La Fare-en-Champsaur
- Forest-Saint-Julien
- Le Glaizil
- Laye
- La Motte-en-Champsaur
- Le Noyer
- Orcières
- Poligny
- Saint-Bonnet-en-Champsaur (hoofdplaats)
- Saint-Firmin
- Saint-Jacques-en-Valgodemard
- Saint-Jean-Saint-Nicolas
- Saint-Julien-en-Champsaur
- Saint-Laurent-du-Cros
- Saint-Léger-les-Mélèzes
- Saint-Maurice-en-Valgodemard
- Saint-Michel-de-Chaillol
- Villar-Loubière